# Josien ten Thije
Josien ten Thije-Voortman (Haaksbergen, 24 december 1969) is een Nederlands zitvolleybalster.
Ten Thije kampt met knieproblemen die haar mobiliteit beperken. Anno 2008 speelt ze voor Twente 05. Voorheen was dit IVS Hengelo. 
Ten Thije heeft meegedaan aan de Paralympische Zomerspelen 2004 te Athene, waar ze zilver won. Ze kwam in 2008 uit voor Nederland op de Paralympische Zomerspelen in Peking, alwaar zij met het team brons behaalde. Het team bestond verder uit: Sanne Bakker, Karin van der Haar, Karin Harmsen, Paula List, Djoke van Marum, Elvira Stinissen, Rika de Vries en Petra Westerhof.
Ten Thije won Europese titels in 2005 en 2007 en werd wereldkampioen in 2006.
In het dagelijks leven is zij administratief medewerkster.
Sanne Bakker · Karin van der Haar · Karin Harmsen · Paula List · Djoke van Marum · Elvira Stinissen · Josien ten Thije · Rika de Vries · Petra Westerhof
Anne Raben · Djoke van Marum · Elvira Stinissen · Josien ten Thije · Karin Harmsen · Karin van der Haar-Kramp · Marieke de Ruijter · Paula List · Rika de Vries · Sanne Bakker